# Ligne de Ribérac à Parcoul - Médillac
La ligne de Ribérac à Parcoul - Médillac est une ancienne ligne ferroviaire française, à écartement standard et à voie unique non électrifiée. Elle reliait les gares de Ribérac et de Parcoul - Médillac, en étant établie dans les départements de la Dordogne et de la Charente.
Elle figure toujours dans la nomenclature du réseau ferré national, sous le no 619 000, bien qu'elle ait été déclassée et déferrée.

## Histoire
La ligne, partie d'un itinéraire « de Périgueux à Montmoreau », est déclarée d'utilité publique le 31 décembre 1875. Une loi du 31 juillet 1879 autorise le ministère des Travaux publics à entamer les travaux de construction de cette ligne.
Dès 1878, une importante modification du tracé est demandée par le Conseil général de la Dordogne car le tracé initial desservait trois communes non industrielles et peu habitées.
La Compagnie du chemin de fer de Paris à Orléans obtient, par une convention signée avec le ministre des Travaux publics le 17 juin 1892, la concession à titre définitif de la ligne « de Ribérac à la ligne de Paris à Bordeaux, par Parcoul ». Cette convention est entérinée par une loi le 20 mars 1893. Cette loi précise que la ligne de Ribérac à la ligne de Paris à Bordeaux, par Parcoul remplace « la ligne, déclarée d'utilité publique et non concédée, de Ribérac à Montmoreau » et elle déclare la ligne d'utilité publique.
La ligne vers Parcoul - Médillac (au lieu de Montmoreau) est entérinée par décision ministérielle le 23 mars 1897, le tracé étant validé le 13 septembre 1898 par une autre décision ministérielle.
Le 1er juillet 1906, le tronçon de Ribérac à Parcoul - Médillac est mis en service, l'inauguration officielle n'ayant lieu que le 26 août suivant.
Le 10 juin 1940, la ligne est fermée aux voyageurs. La section de Ribérac à Saint-Aulaye (PK 514,341 à 534,580) est déclassée par décret le 12 novembre 1954.